# UTC+4:30

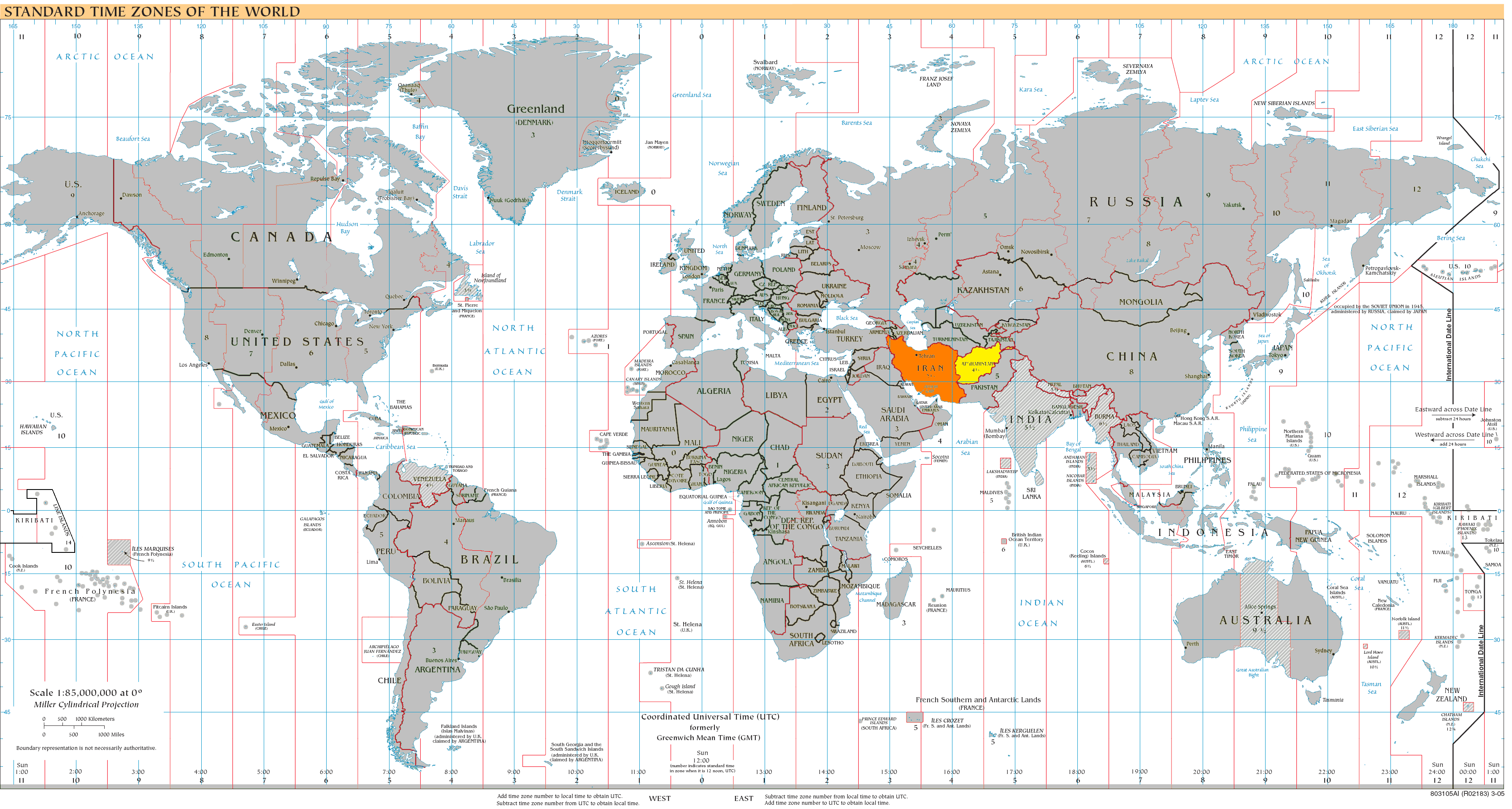
UTC+4:30 на карте часовых поясов мира:
оранжевым — зона UTC+4:30 летом (апрель-октябрь) в Северном полушарии;
ярко-жёлтым — зона UTC+4:30 круглогодично

UTC+4:30 — часовой пояс, используемый в Афганистане круглогодично. В Иране использовался как летнее время до 2022 года.

## В течение всегогода
- Афганистан